# 小行星21414
小行星21414（21414 Blumenthal）是一颗绕太阳运转的小行星，为主小行星带小行星。该小行星于1998年3月20日发现。

## 轨道参数
小行星21414的轨道半长轴为2.4150744 UA，离心率为0.250。